# Пир III
Пир III (на старогръцки: Πύρρος, Pyrrhos III) е цар на молосите и хегемон на епиротите от династията на Еакидите през 235 пр.н.е. – 233 пр.н.е.
Той е син на Птолемей и правнук на прочутия цар Пир. Наследява баща си като цар в Епир.  Последван е от братовчедката му Дейдамея, която става царица на Епир 